# WTA 125K series 2013
WTA 125K series 2013 – sezon profesjonalnych kobiecych turniejów tenisowych niższej kategorii organizowanych przez Women’s Tennis Association w 2013 roku, które obejmują cykl 5 turniejów z pulą nagród wynoszącą 125 000 dolarów amerykańskich. Zawody rozgrywane w ramach WTA 125K series nie są zaliczane do głównego cyklu rozgrywek WTA Tour.

## Kalendarz turniejów
| Data            | Turniej                                                                          | Zwyciężczynie                         | Wynik            | Finalistki                             | Półfinalistki                      | Ćwierćfinalistki                                                           |
| --------------- | -------------------------------------------------------------------------------- | ------------------------------------- | ---------------- | -------------------------------------- | ---------------------------------- | -------------------------------------------------------------------------- |
| 11 lutego       | Copa Bionaire Cali 125 000 $ – Twarda – 32S/16Q/16D                              | Lara Arruabarrena                     | 6:2, 6:3         | Catalina Castaño                       | Elina Switolina Paula Ormaechea    | Mariana Duque Mariño Sesił Karatanczewa Aleksandra Panowa Teliana Pereira  |
| 11 lutego       | Copa Bionaire Cali 125 000 $ – Twarda – 32S/16Q/16D                              | Catalina Castaño Mariana Duque Mariño | 3:6, 6:1, 10–5   | Florencia Molinero Teliana Pereira     | Elina Switolina Paula Ormaechea    | Mariana Duque Mariño Sesił Karatanczewa Aleksandra Panowa Teliana Pereira  |
| 11 lutego       | Suzhou Ladies Open Suzhou 125 000 $ – Twarda – 32S/16Q/16D                       | Szachar Pe’er                         | 6:2, 2:6, 6:3    | Zheng Saisai                           | Tímea Babos Misaki Doi             | Tamarine Tanasugarn Zhou Yimiao Zhang Shuai Eri Hozumi                     |
| 11 lutego       | Suzhou Ladies Open Suzhou 125 000 $ – Twarda – 32S/16Q/16D                       | Tímea Babos Michaëlla Krajicek        | 6:2, 6:2         | Han Xinyun Eri Hozumi                  | Tímea Babos Misaki Doi             | Tamarine Tanasugarn Zhou Yimiao Zhang Shuai Eri Hozumi                     |
| 23 września     | Ningbo International Women's Tennis Open Ningbo 125 000 $ – Twarda – 32S/16Q/16D | Bojana Jovanovski                     | 6:7(9), 6:4, 6:1 | Zhang Shuai                            | Johanna Larsson Yvonne Meusburger  | Anna Schmiedlová Johanna Konta Jarosława Szwiedowa Anabel Medina Garrigues |
| 23 września     | Ningbo International Women's Tennis Open Ningbo 125 000 $ – Twarda – 32S/16Q/16D | Chan Yung-jan Zhang Shuai             | 6:2, 6:1         | Iryna Buriaczok Oksana Kalasznikowa    | Johanna Larsson Yvonne Meusburger  | Anna Schmiedlová Johanna Konta Jarosława Szwiedowa Anabel Medina Garrigues |
| 28 października | Nanjing Ladies Open Nankin 125 000 $ – Twarda – 32S/16Q/16D                      | Zhang Shuai                           | 6:4, krecz       | Ayumi Morita                           | Jarmila Gajdošová Yanina Wickmayer | Wang Qiang Anna Schmiedlová Zheng Saisai Anna-Lena Friedsam                |
| 28 października | Nanjing Ladies Open Nankin 125 000 $ – Twarda – 32S/16Q/16D                      | Misaki Doi Xu Yifan                   | 6:1, 6:4         | Jarosława Szwiedowa Zhang Shuai        | Jarmila Gajdošová Yanina Wickmayer | Wang Qiang Anna Schmiedlová Zheng Saisai Anna-Lena Friedsam                |
| 4 listopada     | Taipei Open Tajpej 125 000 $ – Dywanowa (hala) – 32S/16Q/16D                     | Alison Van Uytvanck                   | 6:4, 6:2         | Yanina Wickmayer                       | Dinah Pfizenmaier Luksika Kumkhum  | Jekatierina Byczkowa Katarzyna Piter Petra Martić Zheng Saisai             |
| 4 listopada     | Taipei Open Tajpej 125 000 $ – Dywanowa (hala) – 32S/16Q/16D                     | Caroline Garcia Jarosława Szwiedowa   | 6:3, 6:3         | Anna-Lena Friedsam Alison Van Uytvanck | Dinah Pfizenmaier Luksika Kumkhum  | Jekatierina Byczkowa Katarzyna Piter Petra Martić Zheng Saisai             |

## Wygrane turnieje

### Klasyfikacja tenisistek
| Wygrane | Zawodniczka          | S | D | S | D |
| ------- | -------------------- | - | - | - | - |
| 2       | Zhang Shuai          | ● | ● | 1 | 1 |
| 1       | Lara Arruabarrena    | ● |   | 1 | 0 |
| 1       | Bojana Jovanovski    | ● |   | 1 | 0 |
| 1       | Szachar Pe’er        | ● |   | 1 | 0 |
| 1       | Alison Van Uytvanck  | ● |   | 1 | 0 |
| 1       | Tímea Babos          |   | ● | 0 | 1 |
| 1       | Catalina Castaño     |   | ● | 0 | 1 |
| 1       | Chan Yung-jan        |   | ● | 0 | 1 |
| 1       | Misaki Doi           |   | ● | 0 | 1 |
| 1       | Mariana Duque Mariño |   | ● | 0 | 1 |
| 1       | Caroline Garcia      |   | ● | 0 | 1 |
| 1       | Michaëlla Krajicek   |   | ● | 0 | 1 |
| 1       | Jarosława Szwiedowa  |   | ● | 0 | 1 |
| 1       | Xu Yifan             |   | ● | 0 | 1 |

### Klasyfikacja państw
| Wygrane | Kraj            | S | D |
| ------- | --------------- | - | - |
| 3       | Chiny           | 1 | 4 |
| 1       | Belgia          | 1 | 0 |
| 1       | Hiszpania       | 1 | 0 |
| 1       | Izrael          | 1 | 0 |
| 1       | Serbia          | 1 | 0 |
| 1       | Chińskie Tajpej | 0 | 1 |
| 1       | Francja         | 0 | 1 |
| 1       | Holandia        | 0 | 1 |
| 1       | Japonia         | 0 | 1 |
| 1       | Kazachstan      | 0 | 1 |
| 1       | Kolumbia        | 0 | 1 |
| 1       | Węgry           | 0 | 1 |